# フランシス・フェッセンデン

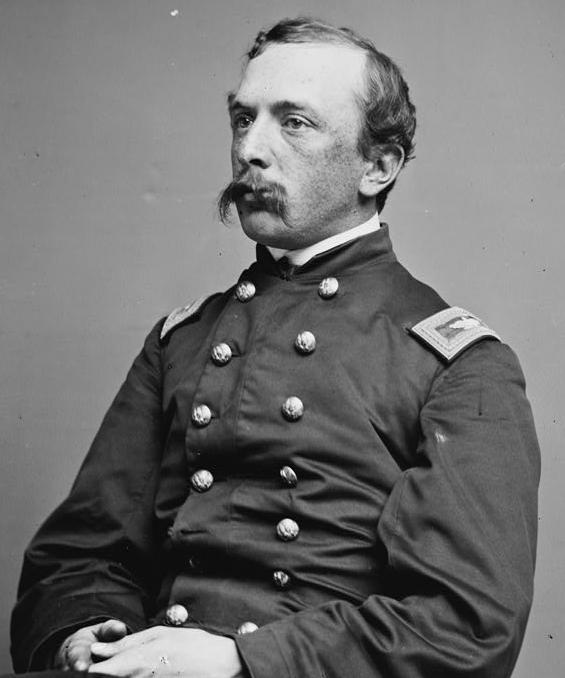
Francis Fessenden

フランシス・フェッセンデン (Francis Fessenden、1839年3月18日 - 1907年1月6日)はメイン州の弁護士、政治家。南北戦争では将軍を務めた。実家フェッセンデン家は19世紀半ばに国政で活躍した名家である。

## 生い立ち
ポートランドで生まれた。父はアメリカ合衆国上院議員ウィリアム・フェッセンデン、兄はジェームス・ディアリング・フェッセンデン。弟サミュエルは第二次ブルランの戦いで戦死した。叔父サミュエル・C・フェッセンデンとT・A・D・フェッセンデンもアメリカ合衆国議会議員である。
地元の学校に通い、1858年にボウディン大学を卒業した。ハーバード・ロー・スクールで法律を学び、司法試験に合格、父の法律事務所に入社した。

## 南北戦争
南北戦争の勃発後、正規軍大尉となり、1861年5月14日、新設の19th U.S. Infantryに配属された。その年は大半を新規部隊の事務管理者として過ごした。
1862年1月、テネシー州のカンバーランド軍兵科将校となり、同年4月のシャイローの戦いで負傷した。25th Maine Volunteer Infantry Regiment大佐となり、ワシントンD.C.の第22軍団の旅団を指揮した。同年、ポートランドのエドワード・フォックスの娘エレン・ウィンスローと結婚した。
1863年7月、志願軍としての任期が満了し、正規軍19th U.S. Infantry大尉に戻った。9月、30th Maine Volunteer Infantry Regiment大佐に任命された。
1864年5月10日、准将に昇格し、レッド川方面作戦でナサニエル・バンクスの旅団の指揮を取り、マンスフィールドの戦い、プレザントヒルの戦いなどに従軍しBattle of Monett's Ferryでは、攻撃を主導し、足に重傷を負って、切断した。回復後、様々な駐屯地と兵站などの後方支援に当たった。

## 戦後
終戦後も軍隊にとどまった。軍事委員会でヘンリー・ワーズの戦争犯罪裁判に関わった。軍人予備裁判所裁判長も務めた。1865年11月19日に志願兵少将に昇進し、ウェストバージニア州軍管区第一師団、後1st Veteran Corpsの指揮を任された。 
1866年にBureau of Refugees, Freedmen and Abandoned Landsを務めた。1866年8月に45th U.S. Infantry中佐就任を辞退した。同年、軍の全面的な再編成で28th U.S. Infantryに異動した。1866年11月1日に准将で正規軍から退役した。ポートランドに戻り、法曹に復帰した。共和党に属し、1876年に市長に選出された。1907年にの伝記The Life and Services of William Pitt Fessendenを出版した。
Military Order of the Loyal Legion of the United Statesメイン州軍First Class司令官を務めた。1881年10月28日にメイン州軍司令官に選出された。
ポートランドで死亡し、ポートランドのエバーグリーン墓地に埋葬された。